# パラチフス熱
パラチフス熱またはパラチフスとは、血清型がParatyphi Aのサルモネラ属の細菌によっておこる細菌感染症である。
一般的な症状は、腸チフス熱と同様で、細菌曝露から6日から30日後に症状が現れる。大体の場合が数日かけて徐々に発熱し高熱を発症する。症状は脱力感、食欲不振(食欲減退)、頭痛が一般的である。一部の患者には皮疹とバラ色の斑点ができる。
治療をしない場合、症状は数週間から数カ月続く。人によっては感染していても症状がでない場合があるが、症状がなくても細菌は他人に感染する。腸チフスとパラチフスの症状の重度は同じ位である。パラチフス熱は腸チフスに並ぶ腸管発熱の一種である。
パラチフスは、腸管や血液中に生息する、血清型Paratyphi AのSalmonella entericaが原因でおこる。 Paratyphi B、Paratyphi C による感染症は、パラチフスから除外されサルモネラ症と改められた。その感染経路は、感染したヒトの糞に汚染された水や食へ物を口にすることである。また、感染者が調理したものを食べることによって感染する場合もある。
リスク要因としては、貧困人口の密集した不衛生な環境である。稀に性行為によって感染することもある。動物の中ではヒトだけに感染する。診断方法は菌の培養、血や血便からの細菌のDNA、骨髄の検査で確認される。菌の培養は困難な場合がある。骨髄検査は、最も正確な診断方法である。パラチフスの症状は、他の多くの感染症と似ている。チフスは、パラチフスとは関係のない病気である。
パラチフス専用のワクチンはないが、腸チフスワクチンで多少の効果が得られることもある。予防には清潔な飲料水、衛生環境、正しい手洗いである。治療は抗生物質のアジスロマイシンを用いる。一般的に従来のいくつかの抗生物質に対しては抵抗し効果がない。
パラチフスは、年間で約6万人に影響を及ぼしている。一般的にアジアでよく診られるが、先進国では稀である。
多くの場合は、Paratyphi BやCよりParatyphi Aにるよものである。2015年のパラチフス熱による死亡者数は約29,200人、1990年は約63,000人である。治療しなかった場合、死亡リスクは10%から15%、治療した場合は1%以下である。